# Штайн (Санкт-Галлен)
Штайн (нем. Stein) — деревня и бывшая коммуна в Швейцарии, в кантоне Санкт-Галлен.
До 2012 года имела статус отдельной коммуны. 1 января 2013 года была объединена с коммуной Неслау-Крумменау в новую коммуну Неслау.
Входит в состав округа Тоггенбург. Население составляет 392 человека (на 31 декабря 2006 года). Официальный код — 3356.